# 神戸淳吉
神戸 淳吉（かんべ じゅんきち、1920年5月31日 - 2011年8月10日）は、日本の児童文学作家。東京府出身。日本大学専門部社会科卒。社会福祉施設などに勤務。1950年いぬいとみこ、佐藤さとるらと同人誌「豆の木」を創刊。1955年作家となる。動物文学や偉人伝を描くことが多かった。日本児童文学者協会・日本児童文芸家協会会員。

## 著書
- 『ファーブル』偕成社　1958　児童伝記全集
- 『空飛ぶ木馬』1962　講談社の絵本
- 『キュリーふじん』偕成社　1963　幼年伝記ものがたり
- 『シュバイツァー』小峰書店　1963　幼年偉人ものがたり
- 『風の村』三十書房　1964　日本少年文学選集
- 『子バトのクウク』理論社　1964
- 『ものがたりニュートン』偕成社　1964　児童伝記全集
- 『ゾウのかばん』理論社　1965
- 『すずめのてがみ』金の星社　1966
- 『東南アジアのむかし話』研秀出版　1966
- 『ジャングルのはこぶね』理論社　1967　小学生文庫
- 『自然と人間のたたかい』班目文雄、大和英成監修　盛光社　1967
- 『名犬ボビーのぼうけん』岩崎書店　1967
- 『リンカーン』国土社　1967　子ども伝記全集
- 『めいけんバリー』岩崎書店　1969
- 『わたしたちの社会科・自然と人間のたたかい 世界編 北アメリカ』盛光社　1969
- 『にんぎょのゆびわ』小峰書店　1970
- 『ケネディ』偕成社　1971　児童伝記シリーズ
- 『シートン』潮出版社　1971　ポケット偉人伝
- 『はしれクラウス』金の星社　1971　おはなしノンフィクション絵本
- 『牧野富太郎』潮出版社　1971　ポケット偉人伝
- 『みんなのピアノ』ポプラ社　1971
- 『りすせんせいははいしゃさん』童心社　1971
- 『せつ子と三十人のきょうだい』国土社　1972
- 『大仏建立物語 大仏をたてた人、守った人』小峰書店　1972　少年少女ノンフィクション
- 『ヘレン・ケラー』小峰書店　1972　幼年伝記ものがたり
- 『けんちゃんでんしゃ』偕成社　1973
- 『ぼくのなは八ろうざえもん』金の星社　1973
- 『うぐいす小太郎』高橋書店　1974
- 『ゆめをたべます』小峰書店　1974
- 『元禄の白い塩』金の星社　1975
- 『ざっくりぶうぶうがたがたごろろ』偕成社　1976
- 『いきている大仏』高橋書店　1977
- 『ふるさとのさくら 御母衣ダムから桜を守った話』岩崎書店　1977
- 『百枚めのきもの』中央共同募金会　1978
- 『アフリカゾウ りこうでおとなしい猛獣』ポプラ社　1980　子ども動物園
- 『きんじろう 二宮金次郎』大日本絵画巧芸美術　1980
- 『野口英世』1980　講談社の子ども伝記
- 『愛をつたえた青い目の医者 ヘボン博士と日本の夜あけ』PHP研究所　1981　PHPこころのノンフィクション
- 『徳川家康』1981　講談社の子ども伝記
- 『ヤクシカ おくびょうジカの大脱走』ポプラ社　1981　子ども動物園
- 『高山右近』さ・え・ら書房　1982　少年少女伝記読みもの
- 『キリスト 大工の子・光の子』1983　講談社火の鳥伝記文庫
- 『武田信玄』さ・え・ら書房　1983　少年少女伝記読みもの
- 『新渡戸稲造』あかね書房　1983　嵐の中の日本人シリーズ
- 『豊田佐吉 発明と技術に生きる』1984　講談社火の鳥伝記文庫
- 『サンタクロースってどんな人』岩崎書店　1985　愛と勇気のノンフィクション
- 『太陽をつかまえた 「日時計の王様」小原銀之助物語』講談社　1985
- 『わたしのハムは世界一 ハムづくりひとすじに生きたドイツ人』PHP研究所　1985　PHP愛と感動のノンフィクション
- 『台風がやってきた』偕成社　1986
- 『食べてはいけないお菓子』ポプラ社　1986　愛と心のシリーズ
- 『けんちゃんでんしゃ』偕成社　1987　のりものストーリー
- 『ベル』チャイルド本社　1987　チャイルド絵本館. 伝記ものがたり
- 『歩もうともに手をつないで 愛の心を実践しつづけた賀川豊彦』PHP研究所　1988　PHPこころのノンフィクション
- 『まぼろしの花がさいた 二千年まえのハスを開花させた大賀一郎博士の六十年』くもん出版　1988　くもんのノンフィクション 愛のシリーズ
- 『バッハ すべては神の栄光に』音楽之友社　1992　ジュニア音楽ブックス クラシックの大作曲家
- 『エジソン　努力が生んだ発明の天才』岩崎書店、1993　のちフォア文庫

## 共編著
- 『動物を愛した人びと』平岩米吉、堀口守共著 実業之日本社　1955　お話博物館
- 『とりと子どもの物語』高島春雄共著 実業之日本社　1956　お話博物館 2年生
- 「こどもノンフィクション」来栖良夫、石川光男共編　小峰書店 1964-65

1. おおかみ王ロボ
2. ボストーク号の勇士
3. 南極の日本人
4. アラビアのロレンス
5. アンコールワットのなぞ
6. 密林の探検家
7. ビーグル号の航海
8. ピカールの海底旅行
9. エベレストをめざして
10. ケニアのライオンがり
11. きえた湖
12. インカ帝国のさいご
13. 世界のスピード王
14. フランクリン探検隊のなぞ
15. 北極のノーチラス号
16. アマゾンのふしぎ
17. スターリングラードの戦い
18. シベリアのマンモス
19. 月世界への道
20. 七つの海のオオカミ

- 『日本縦貫ハイウェイ』村上永一共著　鹿島研究所出版会　1968　少年の科学
- 『日本のおばけ話』編著 偕成社　1970　少年少女類別民話と伝説
- 『キリスト教子どものほんの本』編著　同信社　1989
- 『こわさ120%超怪談!!』高橋宏幸共著 ポプラ社　1993-94

## 翻訳・再話
- ケネス・グレアム『ひきがえるの冒険物語』講談社　1964
- ナイト『名犬ラッシー』偕成社　1964
- ツルゲーネフ『猟人日記』岩崎書店　1967　ジュニア版世界の文学
- バイコフ『もりへかえったおおかみ』フレーベル館　1969
- 『ファーブル昆虫記』集英社　1973
- G.ポーター『リンバロストの少女』集英社　1975　マーガレット文庫 世界の名作